# The Sims Complete Collection
The Sims Complete Collection er en alt-i-én samling der omfatter alle 7 udvidelsespakker af The Sims + bonusindholdet i The Sims Deluxe Edition, The Sims Double Deluxe, og The Sims Creator. 
Spilleren kan vælge hvilke af udvielserne han eller hun vil installere, men skal installere hele produktet. Spillet kom i Nordamerika i november 2005.